# Wachtendoncksche Psalmen
Die Wachtendonckschen Psalmen sind eine Psalmensammlung in altniederländischer Sprache.

## Name
Die Psalmen sind benannt nach einem der Besitzer der Psalmen, Arnold Wachtendonck (Arnoldus Wachtendonckius). Der Name stammt also nicht von dem niederrheinischen Ort Wachtendonk, der zufälligerweise im möglichen Entstehungsgebiet liegt.

## Herkunft
Der humanistische Gelehrte Justus Lipsius schrieb 1598 in einem Brief, dass er bei dem gelehrten Kanoniker Arnold Wachtendonck aus Lüttich einen alten Psalter gesehen hatte, der auf Latein verfasst war und zwischen den Zeilen, über jedem Wort, eine Übersetzung in der Volkssprache hatte (also eine Interlinearübersetzung).
Lipsius fertigte eine Abschrift an, aber der Psalter ist heute verschollen.

## Überlieferung
Heute liegen uns die folgenden Texte vor:
- 822 Wörter in der Abschrift von Lipsius
- ca. 500 Wörter in einer Liste, die 1602 gedruckt wurde
- eine Handschrift, die die Psalmen 1 bis 3 und 5 enthält
- ein Druck von Psalm 18, gedruckt 1612 von Abraham van der Myle
- eine Handschrift, die die Psalmen 53,7 bis 73,9 enthält (Diez-Handschrift)[2]

## Lokalisierung und Datierung
Der ursprüngliche Psalmentext ist aus dem 9. oder 10. Jahrhundert.
Die Sprache des Textes ist altniederländisch, aber die Psalmen 1 bis 3 haben einen deutlichen mittelfränkischen Einschlag. 
Allgemein wird die Auffassung vertreten, dass der überlieferte Text die altniederfränkische Bearbeitung einer mittelfränkischen Vorlage ist.
Ungeklärt ist die Frage, wo der ursprüngliche Text entstanden ist. Willy Sanders nimmt auf Grund von sprachlichen Eigenschaften ein Gebiet am Niederrhein an, zwischen Roermond, Venlo, Straelen, Duisburg, Kaiserswerth und Düsseldorf. So steht im Text überwiegend mi und thi („mir/mich“, „dir/dich“), sodass ein Gebiet, in dem man mich sagte, wohl ausgeschlossen werden kann.
H.K.J. Cowan nimmt hingegen einen Ort in der niederländischen Provinz Limburg oder in der belgischen Provinz Limburg an.

## Textbeispiel
Das Textbeispiel ist Psalm 54, Vers 2 bis 4, nach der Ausgabe von Arend Quak. Nach heutiger Zählung ist das Psalm 55, siehe Ps 55 .
Der lateinische Text des Psalters, der die Vorlage für den altniederländischen Text war, ist nicht überliefert, sondern wurde anhand des altniederländischen Textes aus verschiedenen lateinischen Psalmenübersetzungen und Psalmenkommentaren rekonstruiert.
Es gehört zum Wesen einer Interlinearübersetzung, dass über jedem Wort der Ausgangssprache ein übersetztes Wort steht. Der Satzbau der Wachtendonckschen Psalmen ist also im Wesentlichen vom Lateinischen bestimmt. Manchmal weicht der Übersetzer von dieser Regel ab und übersetzt ein lateinisches Wort mit zwei altniederländischen, z. B. in Vers 3 mihi – te mi („an mich“).
Unter dem lateinischen Text und der altniederländischen Übersetzung steht eine moderne, ziemlich wörtliche Übersetzung anhand des Glossars von Arend Quak.

### Vers 2
| Gehori | got  | gebet     | min  |
| Exaudi | Deus | orationem | meam |

Erhöre, Gott, mein Gebet
| in | ne | faruuirp   | beda          | mina |
| et | ne | despexeris | deprecationem | meam |

und verwirf nicht mein Gebet

### Vers 3
| thenke  | te mi | in | gehori | mi |
| intende | mihi  | et | exaudi | me |

denke an mich und erhöre mich
| Gidruouit    | bin | an | tilongon      | minro |
| contristatus | sum | in | exercitatione | mea   |

betrübt bin ich in meinem Eifer

### Vers 4
| in | mistrost    | bin | fan | stimmon | fiundes |
| et | conturbatus | sum | a   | voce    | inimici |

und verwirrt bin ich von der Stimme des Feindes
| in | fan | arbeide      | sundiges   |
| et | a   | tribulatione | peccatoris |

und von der Belästigung des Sünders
| Uuande  | geneigedon    | an | mi | unreht      |
| quoniam | declinaverunt | in | me | iniquitatem |

denn sie neigten Unrecht über mich
| in | an | abulge | unsuoti | uuaron | mi   |
| et | in | ira    | molesti | erant  | mihi |

und im Zorn waren sie mir zuwider

## Weblink
- Altniederfränkischer Psalm 1: Text und sprachliche Erläuterungen